# 蕭良譽
蕭良譽（1556年—？），字以孚，號漢穎，湖廣漢陽府漢陽縣人，明朝政治人物。

## 生平
萬曆四年丙子科湖廣鄉試第七十二名，萬曆八年（1580年）登庚辰科二甲第五十六名進士。兵部觀政，丁憂归乡。十二年授户部主事，十三年七月与礼科左给事中田畴典试陜西，十七年升员外郎，本月升郎中，十一月出知寧國府知府，二十年以卓异纪录，二十一年九月升河南提学副使，二十三年养病。
萬曆二十六年（1598年）五月復除广西提学副使，二十八年二月升福建右参政，二十九年三月调河南左参政，三十年丁憂。

## 家族
曾祖蕭樂寧；祖父蕭珊；父蕭逵，曾任州同知。母戴氏。具庆下。
兄蕭良有，同榜進士。